# Girardethaus (Hamburg)

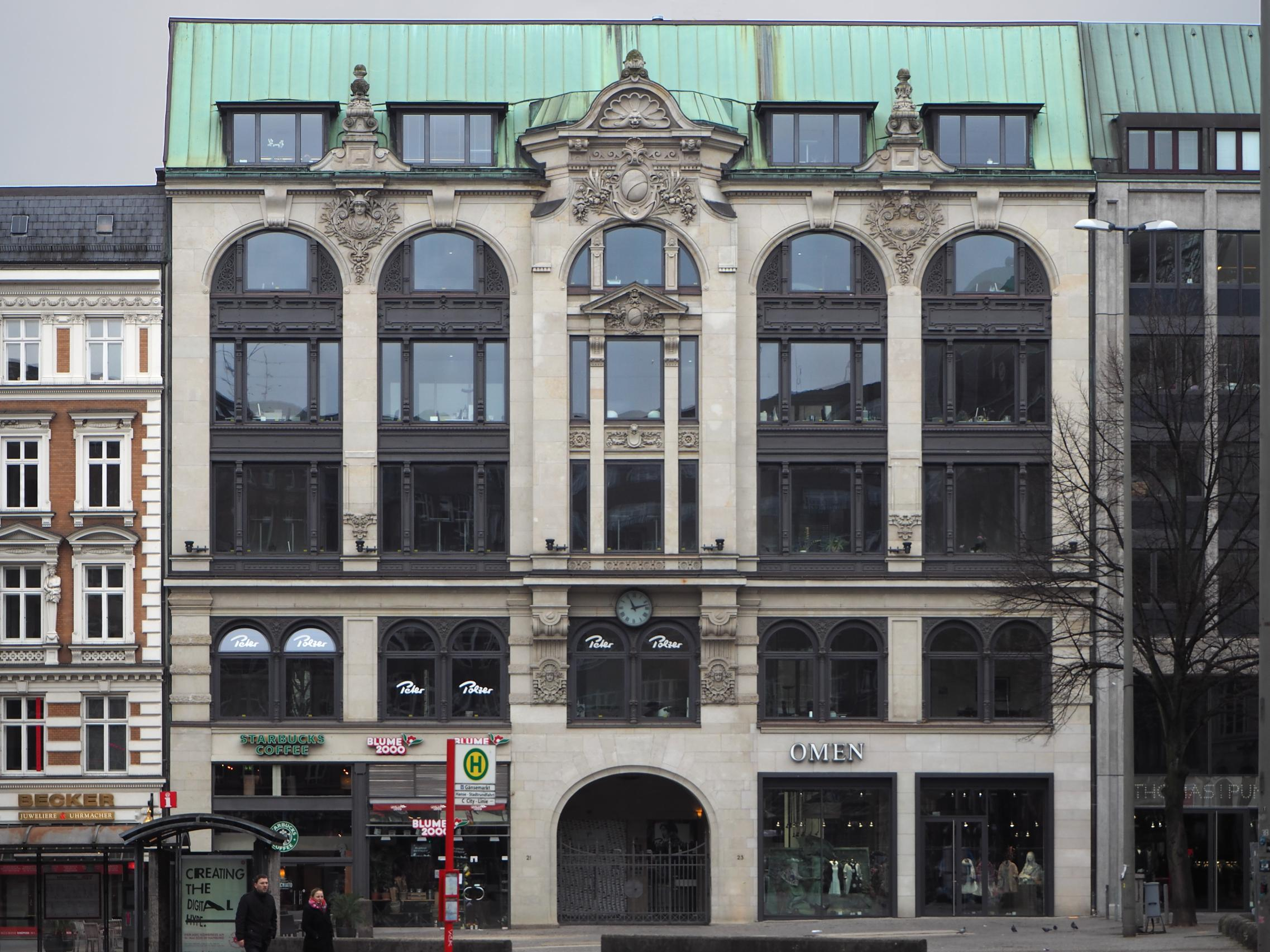
Fassade des Girardethauses am Gänsemarkt

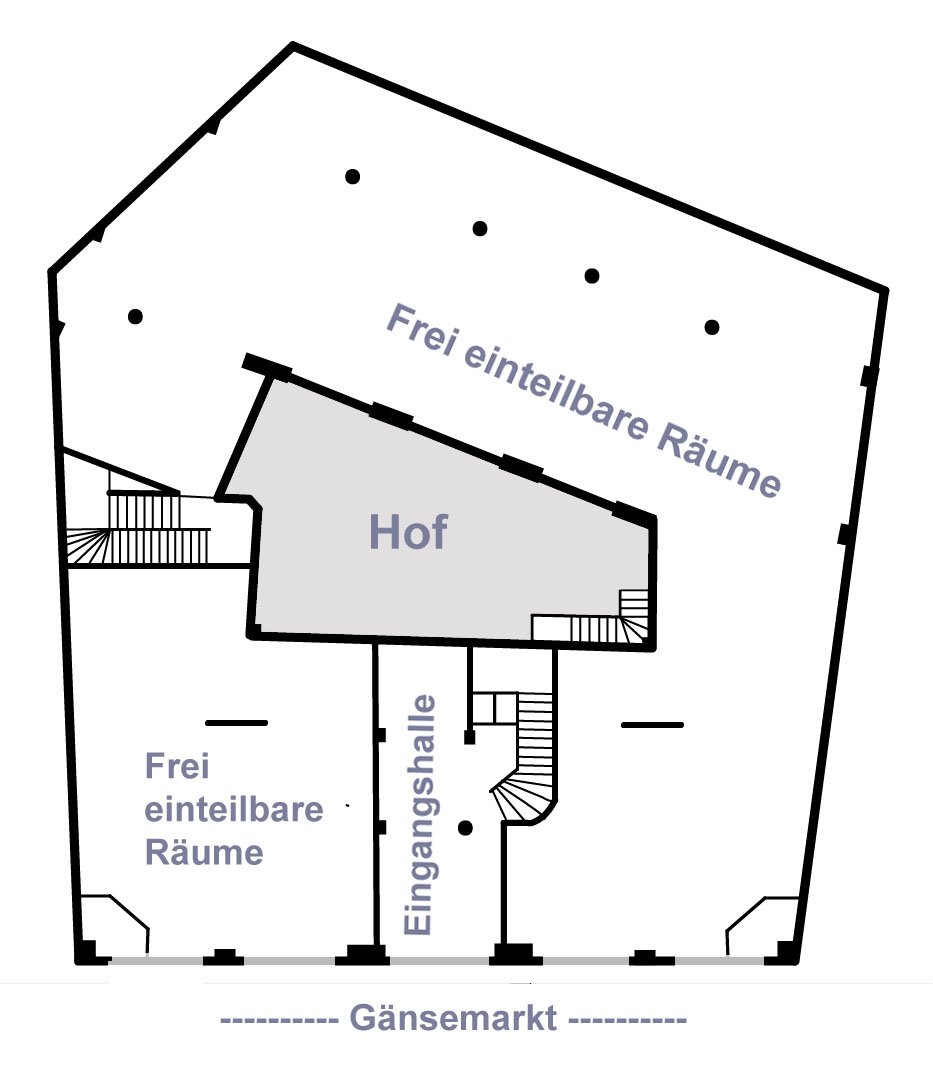
Skizze des ursprünglichen Grundrisses

Das Girardethaus ist ein historisches Kontorhaus im Hamburger Stadtteil Hamburg-Neustadt. Es liegt an der Südseite des Gänsemarkts mit der Anschrift Gänsemarkt 21 bis 23. Das Objekt ist als Kulturdenkmal mit der Objekt-ID 12662 ausgewiesen.

## Baugeschichte und Nutzung
Die  Architekten Harry R. Puttfarcken und Emil Janda errichteten das Haus 1896 für den Essener Verleger Wilhelm Girardet (Verlag: Girardet & Co). Das Gebäude wurde vorwiegend für den General-Anzeiger für Hamburg-Altona genutzt, später für den Hamburger Anzeiger.  Die Büros, die Setzerei und das Papierlager der Zeitung waren um einen zentralen Hof angeordnet.  Im Inneren waren Aufzüge für die Personen- und Lastenbeförderung  vorhanden sowie ein Paternosteraufzug für den Publikumsverkehr. Infolge der Skelettbauweise waren die Etagen frei einteilbar.
Organisatorisch gehörte auch ein Druckereigebäude an der nahen Poststraße zu dem Verlagskomplex.
Heute wird das Gebäude vielseitig genutzt, in den unteren Etagen finden sich Einzelhandels- und Dienstleistungsbetriebe sowie Gastronomie. 
Gegenüber dem Ursprungsbau zeigt sich jetzt ein leicht verändertes Bild:
Die Dachzone wurde vereinfacht, der ursprüngliche  Zwiebelturm über der mittleren Achse ist nicht mehr vorhanden. Außerdem hat man die Sockelzone modernisiert und Teile der Ornamentik entfernt.
Im Zuge der Umgestaltung des Gänsemarktes 2015/16 wird das Girardethaus Teil eines neu gestalteten Girardet-Quartiers, das aus fünf Einzelgebäuden besteht. Die Passage „Neuer Gänsemarkt“ hinter dem Girardethaus wird nicht wieder eingerichtet. Sie war 1980 gebaut worden und verband die Poststraße und den Gänsemarkt.
23 Jahre lang, bis 2012, befand sich hier, im Girardethaus mit Übergang zur Passage, das Restaurant Essen & Trinken, das das Hamburger Abendblatt zu den beliebtesten Hamburgs zählte. Es handelte sich um ein Selbstbedienungsrestaurant mit deutscher, italienischer und chinesischer Küche, das viele in der Innenstadt Beschäftigte in der Mittagspause nutzten. 2016 zog es unter dem Namen EAT in die benachbarte Gerhofstraße. Anschließend zog die Kette Vapiano ein.

## Baubeschreibung
Die in Werkstein errichtete Pfeilerfassade weist fünf breite Fensterachsen auf. Hohe Überfangbögen fassen die Fensterreihen der oberen Geschosse zusammen. Die Unterteilung der Fenster sowie deren Brüstungen und Stürze sind überwiegend in Gusseisen ausgeführt. Die mittlere Achse wird betont durch das Eingangsportal und einen flachen Kastenerker mit einer besonderen, reich verzierten Fenstergestaltung. Bekrönt wird der Erker durch einen Ziergiebel, über dem sich ursprünglich noch ein ausladender Zwiebelturm erhob.
Das Erdgeschoss und das Hochparterre sind durch unterschiedliche Fenster von den oberen Geschossen abgesetzt. Verstärkt wird die Abgrenzung  durch ein Gesims über dem Hochparterre, das der vertikalen Gliederung des Bauwerks ein horizontales Element entgegensetzt.
Die Zierelemente der Fassade sind von Barock und Renaissance beeinflusst. Es mischen sich aber Formelemente des 19. Jahrhunderts ein, typisch für ein historistisches Bauwerk der Jahrhundertwende.

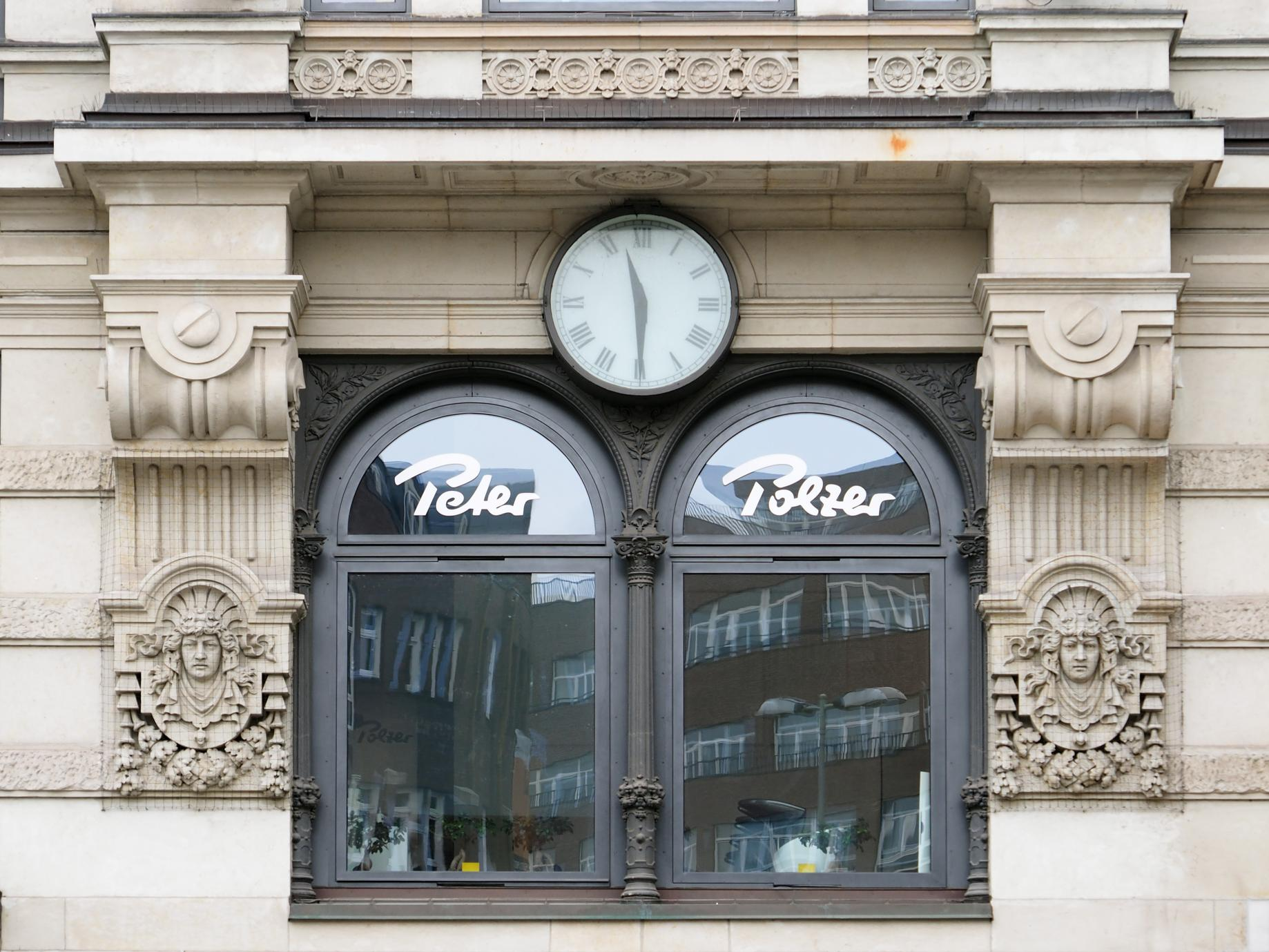
Verzierte Konsolen stützen den Kastenerker der Mittelachse
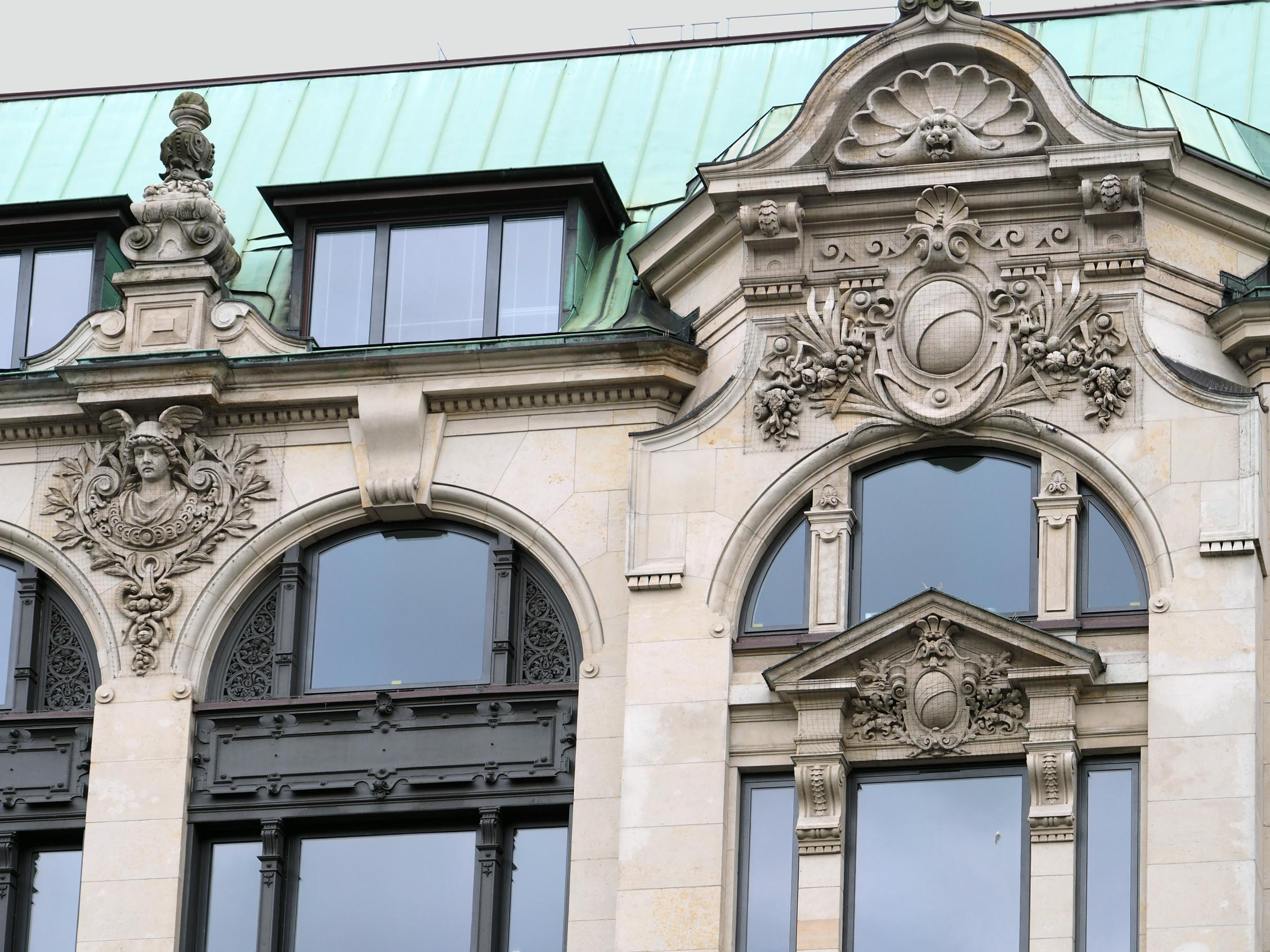
Zierelemente am Hauptgesims, rechts die Bekrönung des Kastenerkers